# Paranair
Compañía de Aviación Paraguaya S.A., conocida como Paranair, es una aerolínea paraguaya. Fundada inicialmente con el nombre de Amaszonas Paraguay, cuando pertenecía al Grupo Amaszonas de Bolivia. El 15 de octubre de 2019 se renombra con la denominación actual. Los accionistas actuales de Paranair son Inversiones Líneas Aéreas Internacionales (ILAI) (también accionista de Air Nostrum) y Avmax Group Latinoamérica. Conecta a la capital de Paraguay con ciudades de la región, operando vuelos regulares en aviones Bombardier CRJ200.

## Destinos
Paranair vuela los siguientes destinos:
| Países    | Destinos                | Aeropuertos                                                       | Frecuencias semanales                       |
| --------- | ----------------------- | ----------------------------------------------------------------- | ------------------------------------------- |
| Argentina | Buenos Aires            | Aeroparque Jorge Newbery                                          | 14                                          |
| Argentina | Córdoba                 | Aeropuerto Internacional Ingeniero Aeronáutico Ambrosio Taravella | 4                                           |
| Argentina | Salta                   | Aeropuerto Internacional Martín Miguel de Güemes                  | 2                                           |
| Argentina | San Salvador de Jujuy   | Aeropuerto Internacional Gobernador Horacio Guzmán                | 2                                           |
| Brasil    | Florianópolis           | Aeropuerto Internacional Hercílio Luz                             | 3 (estacional)                              |
| Brasil    | Río de Janeiro          | Aeropuerto Internacional Antônio Carlos Jobim                     | 3 (estacional)                              |
| Bolivia   | Santa Cruz de la Sierra | Aeropuerto Internacional Viru Viru                                | 7                                           |
| Paraguay  | Asunción                | Aeropuerto Internacional Silvio Pettirossi                        | HUB                                         |
| Uruguay   | Montevideo              | Aeropuerto Internacional de Carrasco                              | 13                                          |
| Uruguay   | Punta del Este          | Aeropuerto Internacional de Punta del Este                        | 4 (estacional)                              |
| Uruguay   | Salto                   | Aeropuerto Internacional Nueva Hespérides (vía MVD)               | 2 (3 a partir del 21 de septiembre de 2025) |

### Futuros destinos
| Países  | Destinos | Aeropuertos                     | Notas                                                                                     |
| ------- | -------- | ------------------------------- | ----------------------------------------------------------------------------------------- |
| Uruguay | Rivera   | Aeropuerto Binacional de Rivera | Por concretar frecuencias y fecha de inicio, aunque se anuncia que antes del fin de 2025. |

### Antiguos destinos
| Países    | Destinos            | Aeropuertos                                               |
| --------- | ------------------- | --------------------------------------------------------- |
| Argentina | Buenos Aires-Ezeiza | Aeropuerto Internacional Ministro Pistarini               |
| Argentina | Corrientes          | Aeropuerto Internacional Doctor Fernando Piragine Niveyro |
| Brasil    | Brasilia            | Aeropuerto Internacional Presidente Juscelino Kubitschek  |
| Brasil    | Campo Grande        | Aeropuerto Internacional de Campo Grande                  |
| Brasil    | Curitiba            | Aeropuerto Internacional Afonso Pena                      |
| Brasil    | Porto Alegre        | Aeropuerto Internacional Salgado Filho                    |
| Brasil    | São Paulo           | Aeropuerto Internacional de São Paulo-Guarulhos           |
| Chile     | Iquique             | Aeropuerto Internacional General Diego Aracena Aguilar    |
| Chile     | Santiago de Chile   | Aeropuerto Internacional Arturo Merino Benítez            |
| Paraguay  | Ciudad del Este     | Aeropuerto Internacional Guaraní                          |
| Perú      | Lima                | Aeropuerto Internacional Jorge Chávez                     |

## Flota
Paranair cuenta con las siguientes aeronaves:
| Aeronave            | En servicio | Pedidos | Pasajeros                                           | Matrículas                                          | Antigüedad                                          |
| ------------------- | ----------- | ------- | --------------------------------------------------- | --------------------------------------------------- | --------------------------------------------------- |
| Bombardier CRJ-200  | 3           | —       | 50                                                  | ZP-CRT                                              | 27,9 años                                           |
| Bombardier CRJ-200  | 3           | —       | 50                                                  | ZP-CRS                                              | 23,8 años                                           |
| Bombardier CRJ-200  | 3           | —       | 50                                                  | ZP-CRR                                              | 23,1 años                                           |
| Bombardier CRJ-1000 | —           | 1       | 100                                                 |                                                     |                                                     |
| Total               | 3           | 1       | Edad media de la flota (agosto de 2025): 24,9 años. | Edad media de la flota (agosto de 2025): 24,9 años. | Edad media de la flota (agosto de 2025): 24,9 años. |

| Aeronave           | Introducido | Retirado | Matrículas |
| ------------------ | ----------- | -------- | ---------- |
| Bombardier CRJ-100 | 2018        | 2020     | ZP-CRJ     |